# Jan Kuglin
Jan Wilhelm Kuglin (ur. 16 czerwca 1892 w Boguminie, zm. 21 września 1972 we Wrocławiu) – polski drukarz i bibliofil, typograf, autor wielu prac z dziedziny drukarstwa.

## Życiorys
Urodził się w rodzinie Macieja, kowala-hutnika. Uczęszczał do gimnazjum w Cieszynie, następnie w Krakowie. Podczas I wojny światowej został powołany do armii austro-węgierskiej, dostał się do niewoli rosyjskiej. Po zwolnieniu z niewoli pracował naukowo w Moskwie.
Od roku 1919 mieszkał w Poznaniu, gdzie był współzałożycielem i dyrektorem Rolniczej Drukarni i Księgarni Nakładowej. Od roku 1929 wydawał bibliofilską serię „Biblioteka Stu Dwudziestu”. W 1932 był prezesem Towarzystwa Graficznego. Od roku 1933 wydawał niskonakładową serię „Biblioteka Jana z Bogumina Kuglina”. Przed wojną był przewodniczącym Korporacji Zakładów Graficznych i Wydawniczych na woj. Poznańskie z siedzibą w Poznaniu oraz członkiem zarządu Towarzystwa Miłośników Miasta Poznania. 
W okresie II wojny światowej przebywał w Kielcach i Krakowie. Po wojnie, w roku 1945 został mianowany dyrektorem Państwowych Zakładów Graficznych okręgu śląskiego. Uruchomił ponad 70 drukarni na Górnym Śląsku. W latach 1949–1961 był dyrektorem Drukarni Naukowej we Wrocławiu.
Prowadził wykłady na Kursach Dziennikarskich w Poznaniu i Krakowie, a od roku 1958 na Studium Bibliotekoznawstwa Uniwersytetu Wrocławskiego.
Opublikował wiele prac z dziedziny drukarstwa, a także tłumaczeń z języka czeskiego.
Pochowany na Cmentarzu św. Wawrzyńca we Wrocławiu. 

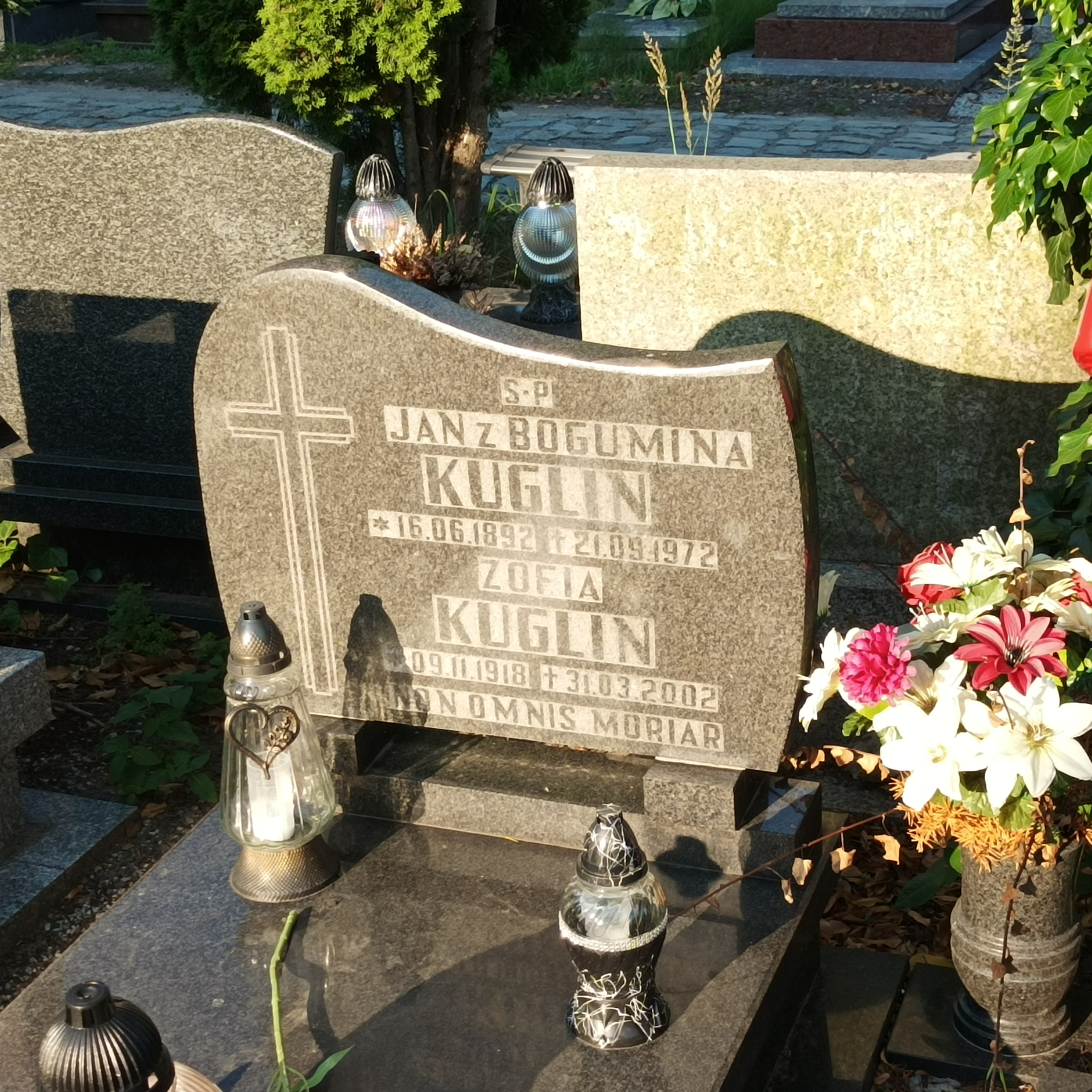
Grób Jana Kuglina na cmentarzu św. Wawrzyńca we Wrocławiu

## Ordery i odznaczenia
- Złoty Krzyż Zasługi (18 stycznia 1946)[3]
- Medal 10-lecia Polski Ludowej (18 stycznia 1955)[4]